# Margaret Mead
Margaret Mead (Filadèlfia, 16 de desembre del 1901 - Nova York, 15 de novembre del 1978) fou una antropòloga i etnòloga estatunidenca. És considerada com una antropòloga pionera, que va escriure de manera planera per arribar al públic en general i la fama de la qual es deu tant a la força de la seva personalitat com a la qualitat del seu treball científic,. Va ser pionera en la integració dels medis visuals a la investigació, i també va ser pionera en enfocar la seva investigació en la comunicació visual, incloent la comunicació no verbal, l'estudi del moviment i de la territorialitat.
.

## Biografia
Margaret Mead, la primera de cinc fills, va néixer a Filadèlfia però es va criar a Doylestown, Pennsilvània. El seu pare, Edward Sherwood Mead, era professor de finances a la Wharton School de la Universitat de Pennsilvània, i la seva mare, Emily (née Fogg) Mead, era una sociòloga que estudiava els immigrants italians. La seva germana Katharine (1906–1907) va morir a l'edat de nou mesos. Va ser un esdeveniment traumàtic per a Mead, que havia posat nom a la noia, i els pensaments de la seva germana perduda van impregnar els seus somnis durant molts anys. La seva família es va traslladar amb freqüència i, per tant, la seva educació primerenca va ser dirigida per la seva àvia fins que, als 11 anys, la seva família la va matricular a la Buckingham Friends School de Lahaska, Pennsilvània. La seva família va ser propietària de la granja Longland des de 1912 fins a 1926. Nascuda en una família de diferents concepcions religioses, va buscar una forma de religió que expressés la fe amb la qual havia estat formalment familiaritzada, el cristianisme. En fer-ho, va trobar que els rituals de l'Església Episcopal dels Estats Units s'adaptaven a l'expressió de la religió que buscava. Mead va estudiar un any, 1919, a la Universitat DePauw, després es va traslladar al Barnard College.
Mead va obtenir la seva llicenciatura de Barnard el 1923, va començar a estudiar amb els professors Franz Boas i Ruth Benedict, amb la qual esdevingué una dels principals representants del corrent antropològic anomenat «cultura i personalitat». a la Universitat de Colúmbia, i va obtenir el seu màster el 1924.
El 1925 es va desplaçar a la Samoa Nord-americana per fer un treball de camp sobre l'adolescència. En va sortir el seu llibre Coming of Age in Samoa (1928), que va provocar sensació i polèmica. El 1926, es va incorporar al Museu Americà d'Història Natural de la ciutat de Nova York com a comissària assistent. Va rebre el seu doctorat de la Universitat de Colúmbia el 1929. Entre 1931 i 1935 va continuar els seus estudis de camp a Nova Guinea. Va treballar com a conservadora del Museu Americà d'Història Natural de Nova York, entre el 1946 i 1969. Professora després a la Universitat de Colúmbia, el 1971 rebé el Premi Kalinga pels seus treballs etnològics. Destacà també com a activista en àmbits com el feminisme, els drets civils, la moral sexual, el pacifisme, l'energia nuclear, el racisme, l'abús de drogues, la contaminació, la fam al món i l'ecologisme.
Va morir a Nova York el 15 de novembre del 1978 a l'edat de 76 anys. El 1979 se li concedia a títol pòstum la Medalla Presidencial de la Llibertat, el màxim honor civil dels Estats Units.

## Vida personal

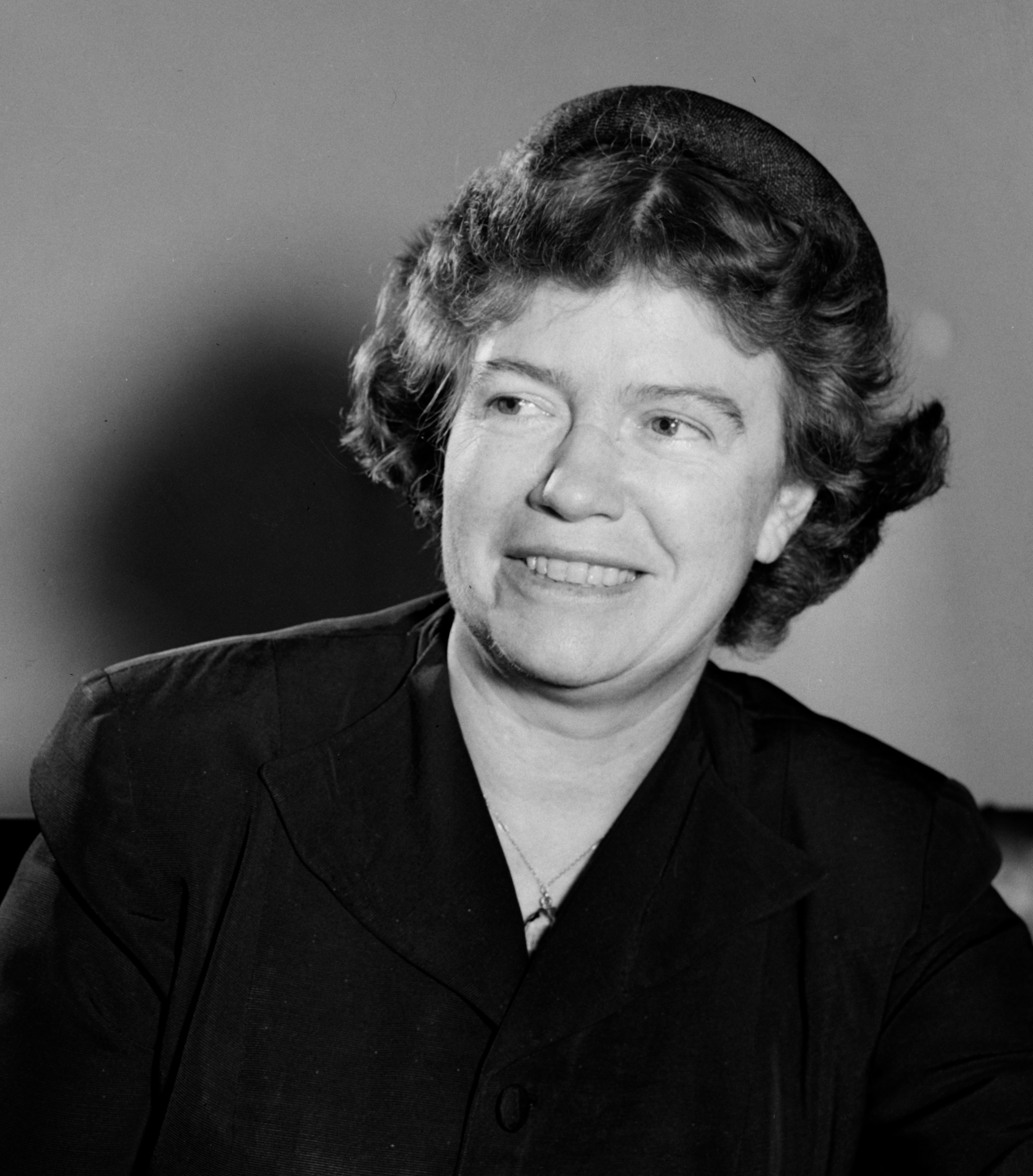
Dr Margaret Mead, Austràlia, setembre de 1951

Abans de marxar cap a Samoa, Mead va tenir una breu relació amb el lingüista Edward Sapir, un amic íntim de la seva instructora Ruth Benedict. No obstant això, les posicions conservadores de Sapir sobre el matrimoni i els papers de les dones eren inacceptables per a Mead, i quan Mead va marxar per fer el treball de camp a Samoa, es van separar definitivament. Mead va rebre notícies del nou casament de Sapir mentre vivia a Samoa. Allà, en una platja, a continuació va cremar la seva correspondència.
Mead es va casar tres vegades. Després d'un compromís de sis anys, es va casar amb el seu primer marit (1923–1928), Luther Cressman, un estudiant de teologia estatunidenc que més tard es va convertir en antropòleg. Entre 1925 i 1926 va estar a Samoa, des d'on al vaixell de tornada va conèixer a Reo Fortune, un neozelandès que es dirigia a Cambridge, Anglaterra, per estudiar psicologia. Es van casar el 1928, després del divorci de Mead de Cressman. Mead va caracteritzar de manera menyspreada la seva unió amb el seu primer marit com "el meu matrimoni estudiantil" a la seva autobiografia de 1972 Blackberry Winter, un sobrenom contra el que Cressman es va pronunciar enèrgicament. El tercer i més llarg matrimoni de Mead (1936–1950) va ser amb l'antropòleg britànic Gregory Bateson amb qui va tenir una filla, Mary Catherine Bateson, que també es convertiria en antropòloga. Va reconèixer en les seves memòries que Bateson era el marit que més estimava, i que va quedar devastada quan ell la va deixar però van mantenir l'amistat. Posava la fotografia de l'autor al costat del llit allà on viatjava, inclòs al costat del llit de mort de l'hospital.
El pediatre de Mead va ser Benjamin Spock, els escrits posteriors del qual sobre la criança dels nens van incorporar algunes de les pròpies pràctiques i creences de Mead (adquirides a partir de les seves observacions de camp etnològic, que va compartir amb ell). En particular, practicar la lactància materna a demanda del nadó més que regit per un horari.

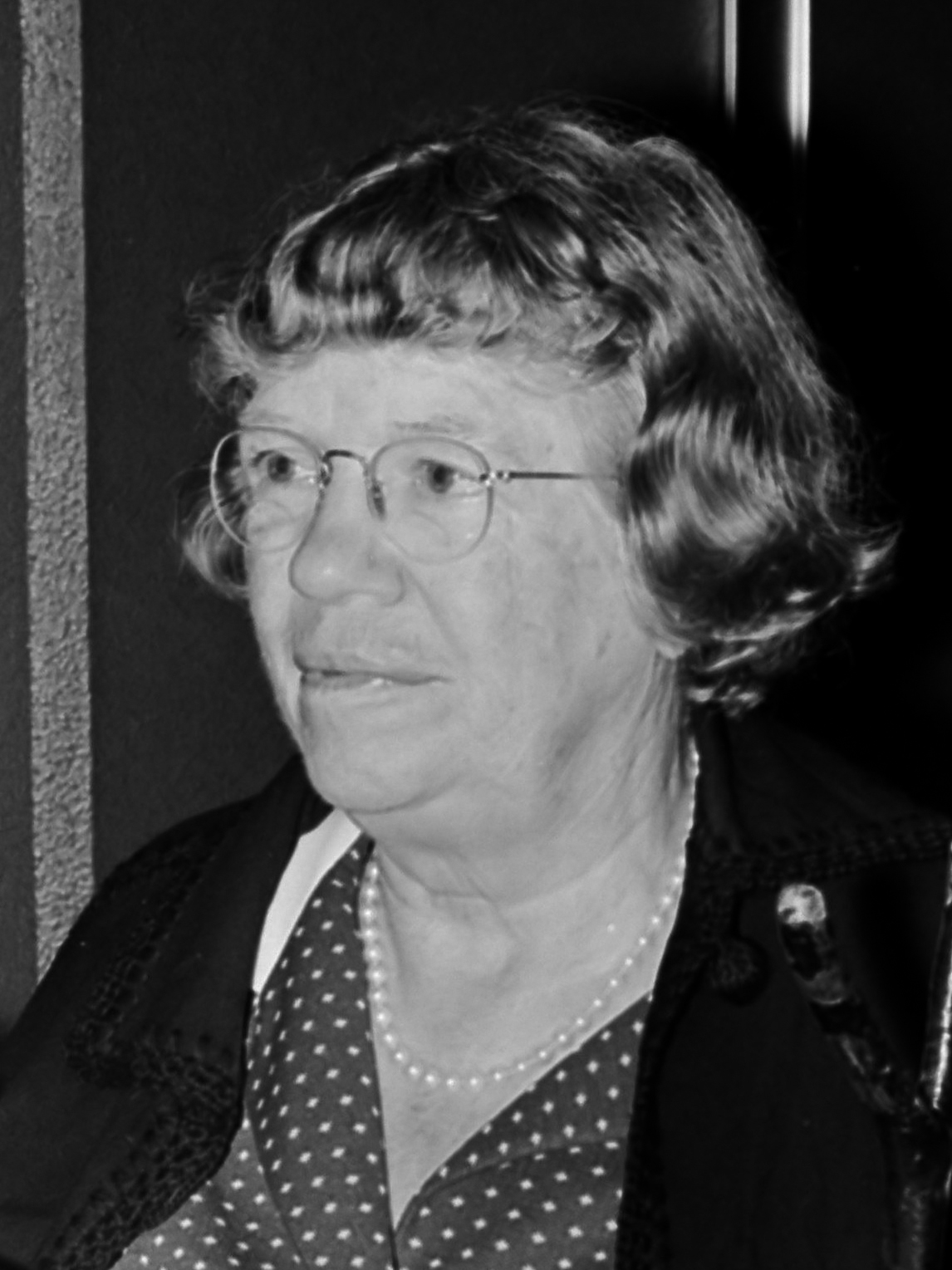
Margaret Mead (1972)

Mead també va tenir una relació excepcionalment estreta amb Ruth Benedict, una de les seves mestres i mentores. A les seves memòries sobre els seus pares, With a Daughter's Eye, Mary Catherine Bateson implica fermament que la relació entre Benedict i Mead era en part sexual. Mead mai es va identificar obertament com a lesbiana o bisexual. En els seus escrits, va proposar que és d'esperar que l'orientació sexual d'un individu pugui evolucionar al llarg de la vida.
Va passar els seus últims anys en una estreta col·laboració personal i professional amb l'antropòloga Rhoda Metraux amb qui va conviure des de 1955 fins a la seva mort el 1978. Les cartes entre totes dues, publicades el 2006 amb el permís de la filla de Mead, expressen clarament una relació romàntica.
Mead tenia dues germanes i un germà, Elizabeth, Priscilla i Richard. Elizabeth Mead (1909–1983), artista i professora, es va casar amb el dibuixant William Steig, i Priscilla Mead (1911–1959) es va casar amb l'autor Leo Rosten. El germà de Mead, Richard, era professor. Mead alhora era tia de Jeremy Steig.

## Carrera i vida posterior

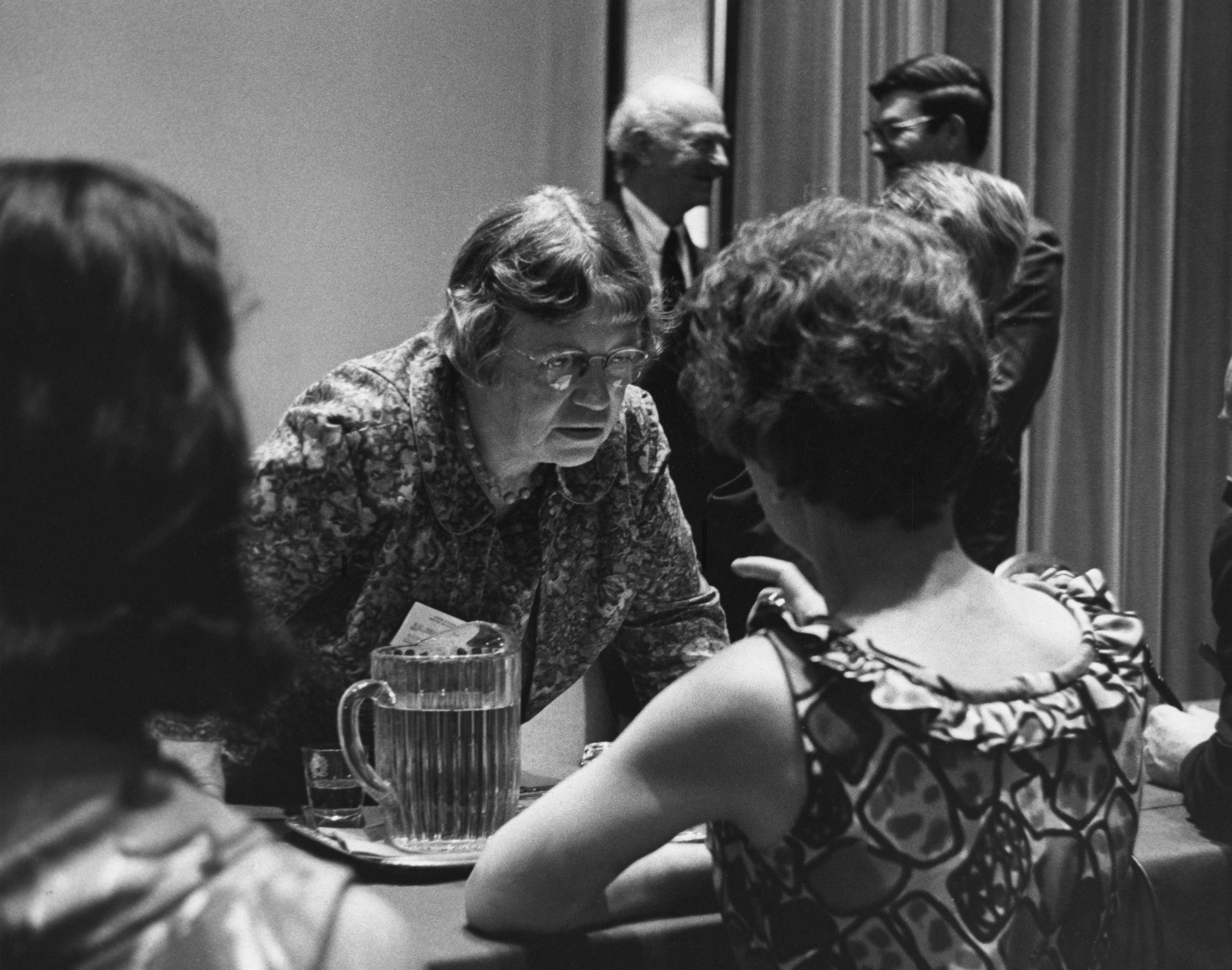
Mead a l'Acadèmia de Ciències de Nova York, 1968

Durant la Segona Guerra Mundial, Mead va ser secretaria executiva del Comitè d'hàbits alimentaris del National Research Council. Va ser conservadora d’etnologia al Museu Americà d'Història Natural de 1946 a 1969. Va ser escollida membre de l'Acadèmia Americana de les Arts i les Ciències el 1948, l'Acadèmia Nacional de Ciències dels Estats Units el 1975, i l'American Philosophical Society el 1977. Va ensenyar a The New School i a la Universitat de Colúmbia, on va ser professora adjunta de 1954 a 1978 i professora d'antropologia i presidenta de la Divisió de Ciències Socials al campus Lincoln Center de la Universitat de Fordham de 1968 a 1970, fundant el seu departament d'antropologia.. El 1970, es va incorporar a la facultat de la Universitat de Rhode Island com a professora distingida de sociologia i antropologia.
Seguint l'exemple de Ruth Benedict, Mead va centrar la seva recerca en problemes de criança, personalitat i cultura dels fills. Va ser presidenta de la Society for Applied Anthropology el 1950 i de l’American Anthropological Association el 1960. A mitjans de la Dècada del 1960, Mead va unir forces amb el teòric de la comunicació Rudolf Modley per establir conjuntament una organització anomenada Glyphs Inc., l'objectiu de la qual era crear un llenguatge de símbols gràfics universal per ser entès per qualsevol membre d'una cultura, per «primitiu que fos». A la Dècada del 1960, Mead va exercir com a vicepresidenta de l'Acadèmia de Ciències de Nova York. Va ocupar diversos càrrecs a l'Associació americana per l'avanç de la ciència, especialment el de presidenta el 1975 i presidenta del comitè executiu de la junta directiva el 1976. Era una figura reconeixible a l'acadèmia, on normalment portava una capa distintiva i un bastó.
Mead va ser una participant clau a les conferències de Macy sobre cibernètica i una editora de les seves actes. El discurs de Mead a la conferència inaugural de la Societat Americana de Cibernètica va ser fonamental en el desenvolupament de la cibernètica de segon ordre.
Mead va aparèixer en dos àlbums discogràfics publicats per Folkways Records. El primer, publicat el 1959, An Interview With Margaret Mead, explorava els temes de la moral i l'antropologia. El 1971, va ser inclosa en una recopilació de conferències de dones destacades, But the Women Rose, Vol. 2: Veus de dones a la història americana.
En l'àmbit de la lingüística se li atribueix la popularització del terme semiòtica.
Més tard, Mead va ser el mentor de molts antropòlegs i sociòlegs joves, com Jean Houston, l'autora Gail Sheehy, John Langston Gwaltney, Roger Sandall, el cineasta Timothy Asch i l'antropòleg Susan C. Scrimshaw, qui més tard va rebre el premi Margaret Mead de 1985 per la seva investigació sobre factors culturals que afecten la prestació de la salut pública. :370–371
El 1976, Mead va ser una participant clau a UN Hàbitat I, el primer fòrum de l'ONU sobre assentaments humans.
Mead va morir de càncer de pàncrees el 15 de novembre de 1978 i està enterrada al cementiri de l'Església Episcopal de la Trinitat, Buckingham, Pennsilvània.

## L'adolescència a Samoa
El propòsit inicial de Margaret Mead, com a alumna i seguidora de Franz Boas, era estudiar els problemes de l'adolescència en altres cultures per comparar-los amb els problemes de l'adolescència estatunidenca, considerats com un període inevitable d'adaptació. Mead es pregunta si les alteracions de l'adolescència es deuen a la natura mateixa o a la influència de la civilització.
Mead va fer el seu estudi a la remota illa Ta'u de la Samoa Nord-americana, amb una població d'uns sis cents habitants. Va conviure durant uns mesos en la petita societat, observant i entrevistant seixanta-vuit noies de 9 a 20 anys. Va concloure que el període d'adolescència a Samoa és una transició suau de la infància a la maduresa i que no provoca els disturbis emocionals o psicològics, l'ansietat o la confusió observats als Estats Units.
El seu llibre Coming of Age in Samoa (1928) va provocar sensació. A més de descriure la societat tradicional samoana, explica la llibertat sexual de les persones adolescents, que mantenen relacions esporàdiques i no adquireixen una responsabilitat social fins al casament. També s'hi dona la masturbació, l'homosexualitat i algunes pràctiques específiques, com ara el moetotolo, consentides o no.
El 1983, cinc anys després de la mort de Mead, Derek Freeman va publicar Margaret Mead and Samoa: The Making and Unmaking of an Anthropological Myth, en què és molt crític amb els treballs de Mead. Freeman va estar quatre anys a Samoa i es va entrevistar amb els informadors supervivents de Mead. Segons Freeman, Mead va ser enganyada per les fantasies de les adolescents i es va deixar portar pels prejudicis sexuals dels Mars del Sud.
Després d'un debat entre antropòlegs, les conclusions no són pas clares. Es creu que la societat samoana de la dècada del 1920 no és comparable a la dels anys 1980. Després d'una intensa activitat missionera, els valors s'hi aproximen més als de la societat occidental. A més, no parlen amb la mateixa franquesa unes adolescents amb una dona jove (Mead), que unes àvies amb un home gran (Freeman). No queda clar quina és la realitat entre una defensa pública de la virginitat i una pràctica intensa de relacions prematrimonials.

## Margaret Mead Film Festival
El Margaret Mead Film Festival és un festival de cinema anual que se celebra al Museu Americà d'Història Natural de la ciutat de Nova York. És l'aparador d'estrena més important de documentals internacionals als Estats Units, que abasta un ampli espectre de treballs, des dels mitjans comunitaris indígenes fins a la no ficció experimental. El Festival es distingeix per la seva destacada selecció de títols, que aborden temes diversos i desafiants, representant una varietat de qüestions i perspectives, i pels fòrums de discussió amb cineastes i ponents.

## Obra
- Coming of Age in Samoa: A Psychological Study of Primitive Youth for Western Civilization (1928), ISBN 0-688-05033-6.
- Growing Up in New Guinea (1930), ISBN 0-688-17811-1.
- The Changing Culture of an Indian Tribe (1932).
- Sex and Temperament in Three Primitive Societies (1935).
- Male and Female (1949), ISBN 0-688-14676-7.
- New Lives for Old: Cultural Transformation in Manus, 1928-1953 (1956).
- People and Places (1959).
- Continuities in Cultural Evolution (1964).
- Culture and Commitment (1970).
- Blackberry Winter (1972), ISBN 0-317-60065-6.